# Suiriri
Suiriri is een geslacht van zangvogels uit de familie tirannen (Tyrannidae). Het is een monotypisch geslacht. De enige soort is:
- Suiriri suiriri – Suiriritiran